# مونا ويلسون
كانت مونا ويلسون (29 مايو 1872 - 26 أكتوبر 1954) موظفة حكومية بريطانية ومؤلفة. بعد أن انخرطت في الأعمال الطوعية لفترة من الزمن، انضمت إلى الخدمة المدنية عام 1911 وذلك سعيًا إلى تحسين ظروف المرأة العاملة في المناطق الصناعية الفقيرة، لتصبح بذلك واحدة من أوائل النساء في بريطانيا اللاتي يكسبن أجورًا متساوية مع زملائهن الذكور. تركت مونا الخدمة المدنية عام 1919 لتتفرغ لمهنتها الأدبية.
عُرفت ويلسون بأعمالها الأكاديمية، بما في ذلك السيرة الذاتية الأدبية لويليام بليك (1927) والسيرة الذاتية للسير فيليب سيدني (1931). أولت ويلسون الكاتبات النسوة من الأجيال السابقة اهتمامًا خاصًا، ونشرت دراستين عن المؤلفات اللاتي عشن في القرنين الثامن عشر والتاسع عشر، من بينهن جاين أوستن و16 مؤلفة أخرى من تلك الفترة (1924 و1938).

## العمل الاجتماعي
اهتمت ويلسون بالمشاكل الاجتماعية والصناعية. وانضمت إلى رابطة النقابات العمالية النسائية. تعرفت ويلسون من خلال رئيسة الرابطة ليدي ديلكي على نساء أخريات ناشطات في حركة الإصلاح الاجتماعي من بينهن ماري ماكارثر، ولوسي ستريتفيلد، وماي تينانت، وغيرترود توكويل. وفي 1899 أصبحت ويلسون أمينة للرابطة، بنفس العام وبتكليف من لجنة القانون الصناعي، قامت بتجميع كتيب من اللوائح القانونية التي تنظم ظروف النساء العاملات في المصانع، والورش، والمحلات التجارية، ومحلات غسيل الملابس. كان الغرض من هذا الكتيب إبلاغ المسؤولين والأخصائيين الاجتماعيين بالحقوق القانونية للعاملات، والحاجة إلى إبلاغ هيئة التفتيش في المصانع عن الانتهاكات التي تحدث.

في 1902، شاركت ويلسون في تحقيق حول الظروف الاجتماعية في حي ويست هام في الطرف الشرقي من مدينة لندن. وفي 1904، قادت هي وماري ليلي ووكر تحقيقًا حول ظروف الإسكان، والدخل، والعمل في مدينة دندي، وشملت الدراسة الصحة، وظروف السكن، ودخل الأسرة، والعمالة. كانت هذه الدراسة، وفقًا لصحيفة التايمز، إحدى الدراسات الاجتماعية الأكثر شمولية على الإطلاق. وقد وجد التحقيق أن الصناعة في مدينة دندي تعتمد على العمالة النسائية الرخيصة:
في الأعمار التي تتراوح بين 20 و45 في دندي ... كثيرًا ما تكون المرأة المتزوجة هي العاملة الرئيسية وأحيانًا الوحيدة التي تتقاضى أجرًا، وإن الالتزام باحتياجات الأسرة وإعالتها ماديًا في الوقت نفسه هو حالة غير طبيعية تؤدي إلى العواقب المعتادة - أمهات محطمات في سن مبكرة، وأطفال يعانون من سوء التغذية ومصابون بالكساح سيصبحون في المستقبل رجالًا ونساء يعانون من الوهن والأمراض
أثر العمل سلبًا على ويلسون، ووصفت دندي بأنها «أكثر مكان مثير للإحباط يمكن للمرء أن يتخيله»، ولم تكن واثقة بأن العلل التي كشف عنها التقرير ستعالج بشكل كاف، وأبدت شكوكًا حول قيمة الأصوات الانتخابية النسائية: «لطالما وجدت أن المرأة العادية من الطبقة المتوسطة هي العدو الأسوأ للمسائل التي تهمني وهذا لا يحثني على القلق بشكل خاص على حقها في التصويت».

## الخدمة العامة
في 1909، أنشأ قانون مجالس التجارة لجانًا لتنظيم بعض الصناعات التي تعد أكثر استغلالًا من غيرها، وذلك لفرض حد أدنى من الأجور وظروف عمل جيدة. عُينت ويلسون عضو في مجالس صناعة السلاسل وصناعة الصناديق الورقية، بالإضافة إلى عملها في لجنة وزارة الداخلية المعنية بالحوادث الصناعية. وفي 1911، عُينت في لجنة التأمين الوطنية بموجب عقد مدته سبع سنوات. وقد جعلها راتبها السنوي البالغ 1,000 جنيه إسترليني الموظفة المدنية الأعلى دخلًا في ذلك الوقت وإحدى أوائل النساء البريطانيات اللواتي حصلن على أجر متساو مع الرجال.
وفي 1917، أُعيرت ويلسون إلى وزارة إعادة الإعمار المشكلة حديثًا وكانت أول امرأة تستلم منصب مساعد وزير. ساعدت ويلسون في تنسيق القطاعات التطوعية والمهنية للعمل الاجتماعي للمرأة خلال الحرب العالمية الأولى وبعدها مباشرة، وشاركت في المراحل الأولى لتأسيس وزارة الصحة. خابت آمال ويلسون بسبب فشل الوزارة في تحقيق الإصلاحات الاجتماعية التي أعاقها «اهتمام الإدارات بالاقتصاد أكثر من اهتمامها بالإصلاحات الاجتماعية». انتهت فترة تعيينها عام 1919، وعملت بعدها عضو في مجلس بحوث الإغاثة الصناعية، وشغلت منصب مأمورة إدارة محلية حتى 1929، وبعد هذا اتخذت مساعيها الرئيسية منحى أدبيًا.